# نوردهورن
نوردهورن نام شهریست در شمال غرب آلمان واقع در جنوب غربی ایالت نیدرزاکسن و هم‌مرز با کشور هلند. جمعیت آن طبق برآورد دسامبر ۲۰۰۸، معادل ۵۳٬۴۰۱ نفر می‌باشد. پراکندگی جمعیت در این شهر برابر با ۳۵۷ نفر در هر کیلومتر مربع است. علامت اختصاری این شهر NOH و کد تلفن آن ۰۵۹۲۱ است.

نماد شهر نوردهورن

نوردهورن با جمعیت ۵۳۰۰۰ نفری بعد از شهرهای Herten و Singelfinden سومین شهر پرجمعیت آلمان است که به خط آهن سراسری وصل نمی‌باشد. مردم این شهر برای استفاده از قطار باید با اتوبوس به شهرهای مجاوری مثل Lingen یا Bad Bentheim سفر کنند.